# Droga Neokatechumenalna

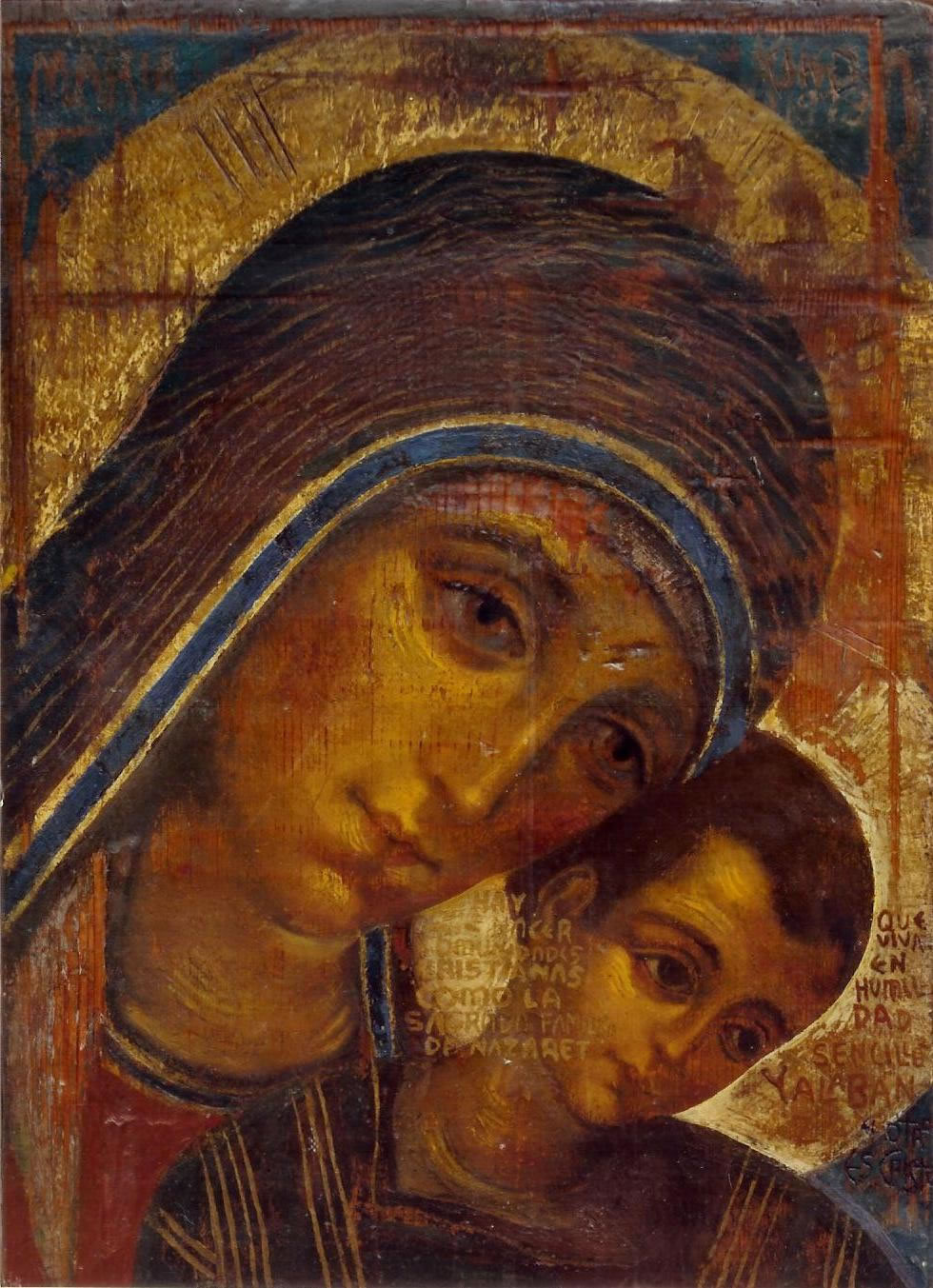
Ikona Dziewicy Maryi „Virgen del Camino” autorstwa Kiko Argüello

Droga Neokatechumenalna lub Neokatechumenat – według statutu określona jest jako „itinerarium formacji katolickiej ważnej dla społeczeństwa i czasów dzisiejszych”, którego celem jest odnowa życia parafialnego w duchu soboru watykańskiego II poprzez otwieranie i prowadzenie w diecezjach i parafiach wtajemniczenia chrześcijańskiego w formie katechumenatu pochrzcielnego. Według soboru watykańskiego II życie chrześcijańskie opiera się na trójnogu: Słowo Boże, Liturgia, Wspólnota. 

## Ogólna charakterystyka
Charyzmat i zadania Drogi Neokatechumenalnej w Kościele zostały rozpoznane przez Stolicę Apostolską jako forma realizacji programu wtajemniczenia chrześcijańskiego w diecezjach i parafiach. Wtajemniczenie dorosłych było postulowane przez reformy soboru watykańskiego II. O takim charakterze tej nowej, posoborowej rzeczywistości Kościoła mówił papież Benedykt XVI w styczniu 2011 r.:

Od ponad 40 lat Droga Neokatechumenalna pomaga ożywić i umocnić wtajemniczenie chrześcijańskie w diecezjach i parafiach, promując stopniowe i radykalne odkrycie bogactw chrztu, pomagając zakosztować życie Boże, życie niebiańskie, które Pan zapoczątkował poprzez swoje Wcielenie, poprzez przyjście między nas, poprzez narodzenie się jako jeden z nas. Ten dar Boga dla Jego Kościoła jest złożony „w służbie Biskupowi jako jeden ze sposobów diecezjalnej realizacji wtajemniczenia chrześcijańskiego i stałego wychowania wiary”. Ta służba, jak przypomniał wam mój poprzednik Sługa Boży Paweł VI w czasie pierwszego spotkania, które miał z wami w 1974 r., „będzie mogła odnowić w dzisiejszej wspólnocie chrześcijańskiej, te efekty dojrzałości i pogłębienia, które w Kościele pierwotnym były realizowane w okresie przygotowania do Chrztu”

Droga jest formacją służącą doprowadzeniu do dojrzałej wiary parafian – osoby już ochrzczone, ale potrzebujące gruntownego wprowadzenia w program Chrystusowego Kazania na górze, poprzez nauczenie ich słuchania Słowa Bożego (por. KO 25), aktywnego, świadomego i pełnego uczestniczenia w liturgii oraz przeżywania miłości ((gr.) agapé) we wspólnocie chrześcijańskiej (por. KK 9). W ramach tego programu formacyjnego do chrztu przygotowywane są także osoby nieochrzczone. Ze względu na katechetyczny charakter oraz cel neokatechumenatu, którym jest odnowienie przyrzeczeń chrzcielnych, jest on realizowany w parafiach pod opieką pasterską proboszcza. Wspólnoty neokatechumenalne są więc częścią danej parafii, a nie jakiegoś oddzielnego stowarzyszenia w Kościele. Katechiści, którzy prowadzą wspólnotę, czynią to jako posługę wobec parafii, pozostając do dyspozycji także po skończeniu przez daną wspólnotę intinerarium neokatechumenalnego.

## Założenia
Zgodnie ze Statutem jest to zespół dóbr duchowych, realizowany w Kościele katolickim na który składają się:
1. Neokatechumenat – czyli katechumenat pochrzcielny dla osób dorosłych. Jest on narzędziem służącym biskupom do ponownego odkrywania chrześcijańskiego wtajemniczenia dorosłych już ochrzczonych. Obejmuje on katechezy początkowe oraz itinerarium neokatechumenalne, rozwinięte według trzech faz wtajemniczenia chrześcijańskiego: Prekatechumenat, Katechumenat i Wybranie, podzielone na etapy odmierzane „przejściami” z odpowiednimi celebracjami. Katechezy początkowe oraz itinerarium neokatechumenalne opierają się na trzech podstawowych elementach życia chrześcijańskiego uwydatnionych przez sobór watykański II: Słowie Bożym, Liturgii i Wspólnocie.
2. Stałe wychowanie wiary – czyli życie wspólnoty wiernych w parafii po zakończeniu Neokatechumenatu
3. Katechumenat chrzcielny – katechumenat dla nieochrzczonych osób dorosłych
4. Służba katechezie – włączenie wspólnoty wiernych w działalność misyjną Kościoła katolickiego

Inicjatorzy Drogi Neokatechumenalnej od początku podkreślali znaczenie posłuszeństwa Kościołowi, wyrażanego w praktyce poprzez posłuszeństwo Papieżowi oraz biskupom lokalnym, których zgoda jest warunkiem rozpoczęcia głoszenia katechez w danej diecezji. Wszelkie szczegóły dotyczące treści katechez, poszczególnych etapów Drogi Neokatechumenalnej, form celebracji liturgii – są szczegółowo uzgadniane z Papieżem oraz odpowiednimi kongregacjami (ds. Kultu Bożego i Dyscypliny Sakramentów, ds. Doktryny Wiary itd.) – i zapisywane w oficjalnych dokumentach Stolicy Apostolskiej. Dokumenty te to w szczególności Statut Drogi Neokatechumenalnej oraz Dyrektorium Katechetyczne Drogi Neokatechumenalnej. Zostały zatwierdzone w wyniku długiego procesu rozeznawania przez Stolicę apostoslką, w który zaangażowane były rożne dykasterie watykańskie.

## Historia
Droga Neokatechumenalna poświęcona jest „formacji w wierze osób dorosłych i starszej młodzieży”. Została zainicjowana przez hiszpańskiego malarza Kiko Argüello wspólnie z Carmen Hernández i Mario Pezzim w 1964, w czasach rządów gen. Franco. Powstała pod wpływem soboru watykańskiego II, który podkreślał potrzebę odpowiedzi Kościoła na zmiany społeczne XIX i XX wieku, w szczególności na sekularyzację, ze szczególną troską poprzez tworzenie wspólnot i powrót do nauczania wczesnego chrześcijaństwa. W 1990 roku Droga została uznana przez papieża Jana Pawła II jako itinerarium formacji katolickiej ważnej dla społeczeństwa i czasów dzisiejszych.
Carmen Hernandez zmarła 19 lipca 2016 roku. 2 lutego 2018 roku w jej miejsce do ekipy odpowiedzialnej za Drogę Neokatechumenalną na świecie została wybrana Maria Ascension Romero.
Do Polski Droga dotarła dzięki jezuicie o. Alfredowi Cholewińskiemu, który studiując w Rzymie wziął udział w katechezach początkowych. W 1975 roku powstała pierwsza wspólnota neokatechumenalna w Polsce, przy kościele rektoralnym Ojców Jezuitów przy ul. Królewskiej w Lublinie.

## Fakty i liczby
Od lat 60, kiedy pierwsze parafie w Madrycie przyjęły Neokatechumenat, ta formacja katolicka rozprzestrzeniła się w Kościele na wszystkich kontynentach.

### Wspólnoty
W  listopadzie 2022 funkcjonowało ponad 21 tys. wspólnot Drogi Neokatechumenalnej w ok. 6300 parafiach.
Najwięcej wspólnot w Europie oraz na świecie jest we Włoszech oraz w Hiszpanii. Kościół w Polsce, w którym jest ok. tysiąca wspólnot jest trzeci co do liczebności wspólnot w Europie. Droga jest bardzo rozpowszechniona także w obu Amerykach, m.in. w USA, Meksyku,  Brazylii, Kolumbii, Argentynie oraz Wenezueli. W Azji najwięcej wspólnot jest w Indiach. Droga też jest obecna w wielu diecezjach w Afryce, np. w Kongo, Kenii, Tanzanii, Wybrzeżu Kości Słoniowej, Kamerunie, RPA, Rwandzie, Sudanie, Egipcie etc. Wspólnoty Drogi istnieją także w Kościołach orientalnych Bliskiego Wschodu, w Izraelu, Libanie, Iraku etc. Większość wspólnot liczy od 20 do 50 osób.
Z uwagi na powszechną wielodzietność rodzin we wspólnotach tego nowożytnego wtajemniczenia chrześcijańskiego, liczba osób korzystających z tej formacji katolickiej szacowana jest na milion osób.

### Rodziny w misji
W ramach Drogi są też rodziny w misji, zazwyczaj wielodzietne. Wiele z nich tworzy tzw. missio ad gentes (misja do narodów), na którą składa się zazwyczaj 4-5 rodzin z dziećmi, prezbiter z socjuszem oraz kilka świeckich sióstr w misji. Jej zadaniem jest ewangelizacja – poprzez te misyjne wspólnoty rodzin Kościół jako Ciało Chrystusa Zmartwychwstałego staje się obecny w zdechrystianizowanych miastach na pięciu kontynentach.
Liczba rodzin udających się na misje wzrosła trzykrotnie w ciągu dekady, w 2009 r. było ich 598, z 2 tys. 48 dziećmi. W 2021 r. jest ich ok. 1668. Duża część weszła w skład 216 misji ad gentes.
Na bezpośrednie zaproszenie biskupów miejscowych zostały one posłane na tereny zdechrystianizowane, w których obecność Kościoła jest bardzo mała.
W 2009 r. liczby przedstawiały się następująco:
- Europa – 261 rodzin z 899 dziećmi
- Ameryka – 162 rodziny z 595 dziećmi
- Bliski Wschód – 24 rodziny z 23 dziećmi
- Afryka – 24 rodziny z 44 dziećmi
- Azja – 82 rodzin z 286 dziećmi
- Australia – 45 rodzin z 201 dziećmi

W styczniu 2011 papież Benedykt posłał kolejne 200 rodzin.

### Powołania
We wspólnotach neokatechumenalnych jest wielu młodych, dzięki prowadzeniu rodziców ku postawie miłości otwartej na życie, zgodnie z nauczaniem encykliki Humanae vitae. Wiara tych młodych, przekazana im w rodzinach, w których jest często ośmioro, dziesięcioro, a czasem nawet więcej dzieci, jest rozwijana przez wspólnotę neokatechumenalną. W ten sposób zrodziło się wiele powołań do prezbiteratu i życia konsekrowanego. Mówił o tym Kiko Argüello w swoim wykładzie z okazji otrzymania doktoratu honoris causa w Papieskim Instytucie Jana Pawła II Studiów nad Małżeństwem i Rodziną Uniwersytetu Laterańskiego w Rzymie:

Droga Neokatechumenalna, będąc formą chrześcijańskiego wtajemniczenia w diecezji i w parafiach, uczy pary małżeńskie jak przekazywać wiarę swoim dzieciom, przede wszystkim w trakcie rodzinnych celebracji, w liturgiach domowych. (...) Owocem tej specjalnej troski rodziców wobec swoich dzieci, prawie wszystkie są nadal w Kościele. Dlatego właśnie we wspólnotach neokatechumenalnych jest tak wielu młodych. Z tych rodzin pochodzą tysiące powołań do seminariów, do klasztorów kontemplacyjnych i zgromadzeń zakonnych.

Przyczyniły się do tego także spotkania młodych z Drogi, organizowane jako część obchodów papieskich Światowych Dni Młodzieży.
Według danych z 2021 r., Droga Neokatechumenalna przyczyniła się do powstania 125 diecezjalnych seminariów misyjnych „Redemptoris Mater” na pięciu kontynentach. Ponad 2 tys. księży zostało już wyświęconych, a 2300 seminarzystów przygotowuje się do święceń. Są oni inkardynowani do diecezji, do której należy dane seminarium.
Około 4 tys. osób rozpoczęło życie konsekrowane w różnych instytutach i zakonach.

## Seminaria „Redemptoris Mater”
We wspólnotach neokatechumenalnych rodzi się wiele powołań do prezbiteratu. Papież Jan Paweł II zaaprobował powstanie pierwszego seminarium dla potrzeb nowej ewangelizacji w 1988 roku w Rzymie. Zasugerował nazwę dla tego seminarium: Redemptoris Mater (pol. Matka Odkupiciela). Rok wcześniej opublikował bowiem swą encyklikę maryjną Redemptoris Mater. Na całym świecie erygowanych zostało 125 diecezjalnych misyjnych seminariów Redemptoris Mater (2021 r.), w których do kapłaństwa przygotowuje się około 3000 alumnów. W Polsce – istnieją dwa Archidiecezjalne Seminaria Misyjne Redemptoris Mater, w Warszawie (od 1990 r.) oraz Łodzi (od 2019 r.).

## Zatwierdzenie statutu i realizacja zadań statutowych

### Proces zatwierdzania Statutu
Ostatnie fakty dotyczące Drogi Neokatechumenalnej i jej zatwierdzenia przez Stolicę Apostolską:
- 29 czerwca 2002 roku, w uroczystość Apostołów Piotra i Pawła, Stolica Apostolska zatwierdziła ad experimentum na pięć lat (praktyka zazwyczaj stosowana przez Kościół katolicki w takich przypadkach – przed zatwierdzeniem ostatecznym), tzn. na okres od 29 czerwca 2002 do 29 czerwca 2007, opracowywany przez wiele lat Statut Drogi Neokatechumenalnej[3], który jest oficjalnym dokumentem Kościoła katolickiego uznającym Neokatechumenat za „sposób diecezjalnej realizacji wtajemniczenia chrześcijańskiego i stałego wychowania wiary”.
- 1 grudnia 2005 roku kardynał Francis Arinze, Prefekt Kongregacji ds. Kultu Bożego i Dyscypliny Sakramentów skierował oficjalny list do inicjatorów Drogi Neokatechumenalnej. Nawiązał w nim do ich spotkania z papieżem Benedyktem XVI, które odbyło się 11 listopada 2005 roku w Watykanie.
- 4 stycznia 2006 roku po publikacji listu agencja ZENIT przeprowadziła na jego temat wywiad z Giuseppe Gennarinim – odpowiedzialnym za Drogę Neokatechumenalną w Stanach Zjednoczonych. W wywiadzie tym Giuseppe Gennarini wyjaśnił znaczenie tego dokumentu dla Drogi Neokatechumenalnej.
- 3 grudnia 2007 roku upłynął nieprzekraczający dwóch lat okres przejściowy, wyznaczony przez kardynała Francisa Arinze, Prefekta Kongregacji ds. Kultu Bożego i Dyscypliny Sakramentów, w liście do inicjatorów Drogi Neokatechumenalnej, na przejście z dotychczasowej praktyki przyjmowania Komunii Świętej na zwykły sposób rozdzielania Ciała i Krwi Pańskiej, w który cały Kościół przyjmuje Komunię Świętą, a który opisany jest w księgach liturgicznych. Papież zalecił przyjmowanie Komunii Świętej w pozycji stojącej.
- Statut został ostatecznie zatwierdzony dekretem[25] z 11 maja 2008 przez Papieską Radę do spraw Świeckich. Wręczenie dekretu odbyło się 13 czerwca 2008 o godz. 11:00, w Aula Magna Papieska Rada do spraw Świeckich, w obecności około 100 osób, w tym pierwszych katechistów wędrownych. Dokument wręczył kardynał Stanisław Ryłko, Przewodniczący Papieskiej Rady do Spraw Świeckich[26].

### Realizacja zadań statutowych
Odnośnie do sposobu realizacji statutowych zadań neokatechumenatu, ze względu na jego kościelny charakter jako rzeczywistości parafialnej, inicjatorzy Drogi, Kiko Argüello, Carmen Hernández i o. Mario Pezzi są w stałym kontakcie z Ojcem Świętym i Kongregacjami Stolicy Apostolskiej:

Do Międzynarodowej Ekipy Odpowiedzialnej za Drogę, o czym w Tytule VI, należy:(...) utrzymywanie stałych kontaktów z Papieską Radą do Spraw Świeckich, dykasterią, której Ojciec Święty powierzył zadanie towarzyszenia Drodze Neokatechumenalnej, jak również z innymi dykasteriami Stolicy Świętej w ramach właściwych im kompetencji, informując o tym Papieską Radę do Spraw Świeckich.

Dotyczy to także formy sprawowania Eucharystii:

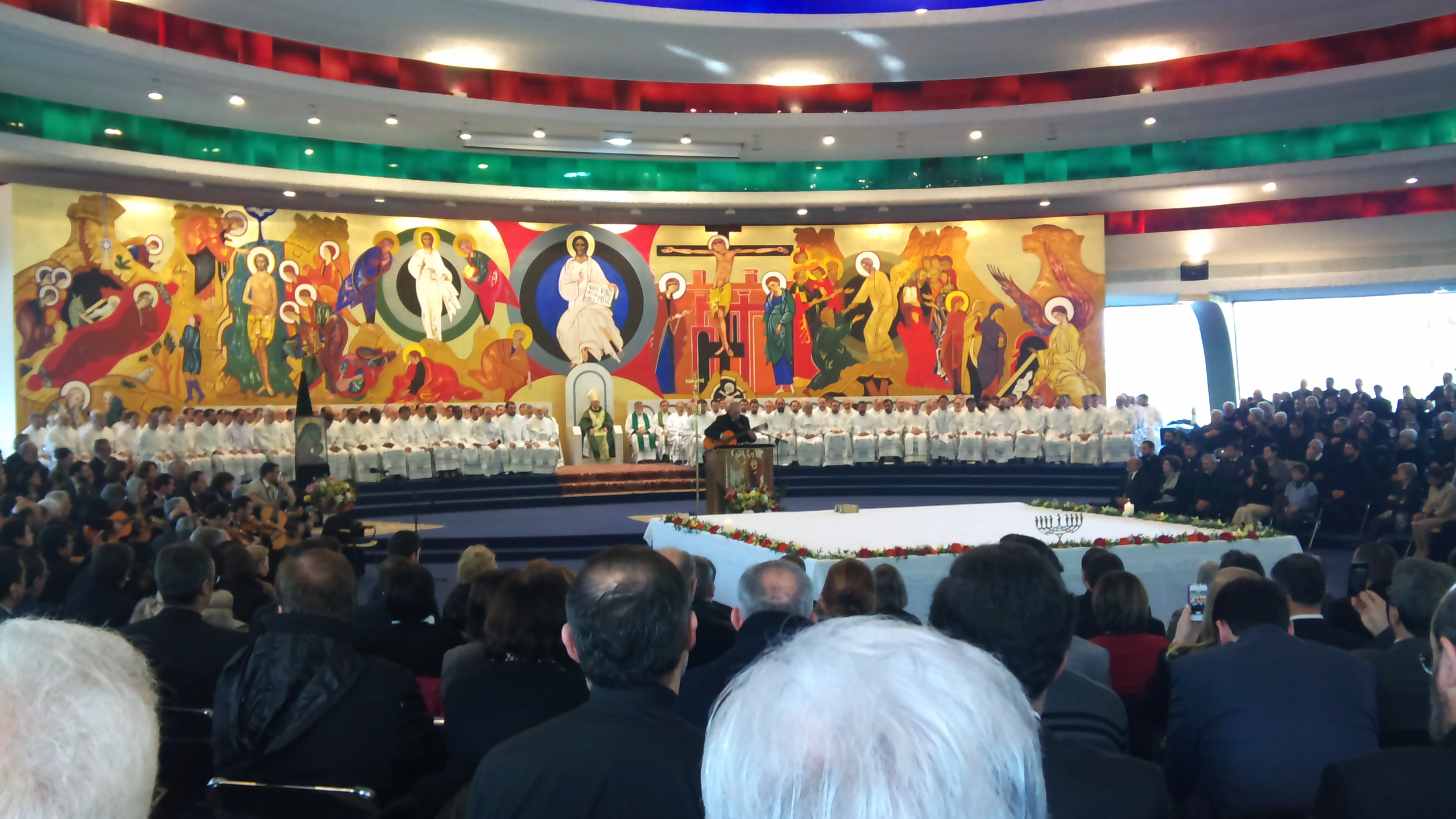
Eucharystia pod przewodnictwem kardynała Antonio Cañizaresa Llovery, prefekta watykańskiej Kongregacji ds. Kultu Bożego i Dyscypliny Sakramentów w Międzynarodowym Centrum Neokatechumenalnym w Porto San Giorgio, 20 stycznia 2014 r.

Eucharystia w małych wspólnotach celebrowana jest według zatwierdzonych ksiąg liturgicznych Rytu Rzymskiego, z wyjątkiem zezwoleń udzielonych przez Stolicę Apostolską. Odnośnie do udzielania Komunii Świętej pod dwiema postaciami, neokatechumeni przyjmują ją na stojąco, pozostając na swoim miejscu.

11 stycznia 2009 r. prefekt Kongregacji ds. Kultu Bożego, kard. Antonio Cañizares Llovera odprawił w międzynarodowym centrum Drogi Neokatechumenalnej w Porto San Giorgio k. Ankony Eucharystię dziękczynną za 40-lat Drogi w taki sposób, w jaki jest ona sprawowana przez wspólnoty neokatechumenalne w parafiach. W Eucharystii uczestniczyli katechiści odpowiedzialni za Neokatechumenat na wszystkich kontynentach.

## Zatwierdzenie doktrynalne katechez Drogi
- Zawartość teologiczna katechez, głoszonych w trakcie etapów i skrutiniów katechumenalnych Drogi, została zbadana przez Kongregację Nauczania Wiary w latach 1997-2003. Kongregacja ta, w celu dania gwarancji doktrynalnych dla katechez Drogi pasterzom Kościoła, 20 listopada 2010 r. zwróciła się do Papieskiej Rada ds. Świeckich, jako dykasterii odpowiedzialnej za kontakty Drogi Neokatechmenalnej ze Stolicą Apostolską, by ta zatwierdziła 13 tomowe Dyrektorium katechetyczne Drogi Neokatechumenalnej, o którym mowa w Statucie Drogi, art. 2, p. 2. Papieska Rada uczyniła to dekretem podpisanym przez kard. Stanisława Ryłko 26 grudnia 2010 r.[32] Benedykt XVI mówił o tym w trakcie spotkania z Drogą Neokatechumenalną w styczniu 2011 r.:

W ostatnich latach z powodzeniem przebiegł proces redakcji Statutu Drogi Neokatechumenalnej, który po odpowiednim okresie próbnym „ad experimentum”, otrzymał swe ostateczne zatwierdzenie w czerwcu 2008 r. Kolejny znaczący krok dokonał się w ostatnich dniach, wraz z zatwierdzeniem, poprzez pracę kompetentnych Dykasterii Stolicy Apostolskiej, „Dyrektorium katechetycznego Drogi Neokatechumenalnej”. Poprzez te pieczęcie kościelne, Pan potwierdza dziś i powierza wam na nowo owo drogocenne narzędzie, którym jest Droga.

- W styczniu 2012 roku Papieska Rada ds. Świeckich wydała dekret zatwierdzający wszystkie celebracje zawarte w Dyrektorium katechetycznym Drogi Neokatechumenalnej, sprawowane podczas poszczególnych etapów Drogi. Dekret został ogłoszony i odczytany 20 stycznia 2012 roku przez sekretarza Papieskiej Rady ds. Świeckich, bp Josef Clemensa, podczas audiencji Ojca Świętego, Benedykta XVI, udzielonej inicjatorom i członkom Drogi Neokatechumenalnej. Wydanie dekretu zamyka proces zatwierdzenia Drogi Neokatechumenalnej[34].

## Kontrowersje
Droga Neokatechumenalna przez wiele lat spotykała się (podobnie jak sobór watykański II) z licznymi kontrowersyjnymi opiniami, również w samym Kościele Katolickim, ze względu na swój radykalizm, powrót do tradycji pierwszych chrześcijan i nową estetykę w liturgii. Wątpliwości te wyrażali w formie książkowej m.in. włoscy księża: Enrico Zoffoli (Czy „droga” neokatechumenatu jest prawowierna?) oraz Elio Marighetto (Tajemnice Drogi Neokatechumenalnej). W Polsce opinie te rozpowszechnia aktywnie na swoich stronach internetowych w szczególności wydawnictwo Antyk, a wydawnictwo Petrus wydało książkę ks. prałata Edwarda Skotnickiego (proboszcza jednej z kieleckich parafii, wieloletniego opiekuna grup neokatechumenalnych) zawierającą analizę krytyczną ruchu (Neokatechumenat – szansa czy zagrożenie dla Kościoła?). Zdarzają się przypadki zakazu działalności neokatechumenalnej przez hierarchów poszczególnych diecezji (jak np. uczynił w 2005 r. bp Clemens Pickel, ordynariusz diecezji św. Klemensa w Saratowie).

### Sposób przyjmowania Komunii św.
W grudniu 2008 roku Kongregacja Kultu Bożego i Dyscypliny Sakramentów wydała opinię nt. sposobu przyjmowania Komunii świętej przez celebransa, przypominając o konieczności zachowania odpowiedniej kolejności przyjmowania świętych postaci w celu zaznaczenia właściwej hierarchii:

We wszystkich obrządkach Kościoła znajduje się utrwalony tradycją porządek przystępowania do Komunii świętej: najpierw Komunię przyjmuje biskup lub kapłan celebrujący, potem inni posługujący według porządku hierarchicznego, a na końcu lud.

Krytycy odnowionej liturgii Eucharystii, celebrowanej przez wspólnoty neokatechumenalne w parafiach, odnoszą opinię Kongregacji do tej właśnie liturgii. Jednak od początku w liturgiach Eucharystii neokatechumenalnych komunię pod obiema postaciami przyjmował najpierw celebrans. Przy przyjmowaniu Ciała Pańskiego, co prawda, gdy sprawuje jeden celebrans – ksiądz najpierw rozdaje je, w celu adoracji, na ręce wiernych – ci jednak czekają z przyjęciem komunii do czasu aż ksiądz przyjmie ją pierwszy. Gdy koncelebrują inni prezbiterzy, którzy rozdają komunię wiernym, najpierw przynoszą Ciało Pańskie do głównego celebransa. Krew Pańską zaś najpierw spożywa celebrans, a następnie udziela jej wiernym. W taki sposób przyjmowano komunię w czasie uroczystej Eucharystii, której przewodniczył ówczesny prefekt kongregacji ds. liturgii kard. Antonio Cañizares Llovera 11 stycznia 2009 r. w międzynarodowym centrum Drogi Neokatechumenalnej w Porto San Giorgio k. Ankony – celebrowanej z okazji 40-lecia Drogi. Tak też sprawowana jest Komunia św. obecnie przez wspólnoty parafialne.
W artykule zamieszczonym w hiszpańskim tygodniku La Razón Kardynał Cañizares wyraził swoją aprobatę dla godności z jaką wspólnoty Drogi celebrują swe niedzielne Eucharystie w sobotę wieczór po pierwszych nieszporach niedzielnych:

Eucharystia niedzielna, antycypowana z reguły w sobotę wieczorem we wspólnotach neokatechumenalnych jest jakby «duszą i mocą» całej Drogi. Celebracja Eucharystii, dokonywana w ramach własnego itinerarium tych wspólnot, sprawowana jest z największą godnością i w sposób piękny, z wielkim wyczuciem wiary, w duchu kościelnym, świątecznym i liturgicznym, z ogromnym «poczuciem tajemnicy i sacrum». Słowo Boże i Eucharystia ukazują pierwszeństwo Boga, inicjatywę Boga i stanowią podstawę i źródło, które daje życie, udzielając siły wspólnotom, zdolność, entuzjazm i wolność do dawania świadectwa i ewangelizowania.